# Baie d'Écalgrain
La baie d'Écalgrain est une baie située sur le cap de la Hague, dans le département de la Manche, en France.  Elle se situe au nord-ouest de la presqu'île de la Hague, entre le nez de Jobourg et le port de Goury. Elle est située pour moitié sur le territoire communal de Jobourg et d'Auderville, le ruisseau du Moulin marquant la limite. 
Au bas des falaises qui la surplombent, se trouve une plage de galets et de sable bien abritée, d'un accès difficile . 

## Dénomination
Le nom d'Écalgrain (anciennement Escalgrain, sans date) a été rapproché de celui du ruisseau d'Escalgrain à Brucheville, situé dans la partie est du même département. Il serait issu du qualificatif plaisant d’« écale grain » désignant un moulin, comme c'est souvent le cas (voir Quincampoix).

## Radioactivité
En mars 2013, un taux de tritium, radionucléide produit par l'usine Areva la Hague, plus élevé que d'habitude a été mesuré  dans l'eau de mer dans la baie d’Écalgrain par l'Association pour le contrôle de la radioactivité dans l’Ouest (ACRO). L'Autorité de sûreté nucléaire a demandé des explications à Areva.

### Sources et bibliographie
- Claude Pithois, La Hague, terre ignorée…, Librairie G. Gautier, 1961